# Рука Оберона
«Рука Оберона»  (англ. The Hand of Oberon) — фантастичний роман американського письменника Роджера Желязни, четверта книга науково-фентезійної серії «Хроніки Амбера». Пряме продовження роману «Знак єдинорога» (англ. Sign of the Unicorn). Вийшов 1976 року у видавництві «Даблдей». Перша публікація була в журналі Galaxy Science Fiction.
Корвін досліджує справжній Амбер і знаходить джерело Чорної дороги в пошкодженому первинному лабіринті. Він дізнається, що для усунення шкоди знадобиться Судний Камінь, який лишився в Тіні Земля.

## Сюжет

### Дослідження Лабіринту
Корвін, Рендом і Ґанелон спускаються до Первинного Лабіринту і бачать, що він пошкоджений, а темна пляма закриває візерунок від центру до одного з країв. В центрі лабіринту знаходиться кілька предметів. Поки Корвін і Рендом обговорюють, чи безпечно ходити пошкодженим візерунком, Ґанелон пробігає крізь пляму до центру і дістає предмети — кинджал та Козир. З печери виходить грифоноподібна тварина, і переляканий кінь Рендома стрибає у Лабіринт де поглинається веселковим торнадо.
Ґанелон просить Рендома випустити невелику кількість крові на Лабіринт. Крапля крові так само забруднює візерунок і вони розуміють, що кров принца Амбера призвела до пошкодження. Хтось викликав одного з принців через Козир, знаходячись в центрі Лабіринту і тоді пролив його кров. Рендом впізнає на знайденому в центрі Козирі свого сина Мартіна, а Корвін розуміє, що його намалював Бранд.
Ґанелон пропонує Корвіну використати Козир для зв'язку з Бенедиктом, який транспортує їх на схили гори Колвір. Рендом і Бенедикт, які знали і любили Мартіна, вирушають через Тіні, щоб знайти його або, якщо потрібно, помститися за його смерть. Корвін повертається до Амбера, щоб повідомити дружину Рендома, Віаллу, що Рендома деякий час не буде. Обговорюючи з нею справи, він розуміє, що більше не хоче престолу — але він все ще любить Амбер і повинен врятувати його.

### Зустріч з Дворкіном
Корвін спускається в глибини замку, щоб знайти свою колишню камеру в підземеллях. По дорозі до своєї камери Корвін знайомиться з Роджером Желязни, який з'являється у власній книзі. Автор описує себе як «… усміхнена, худорлява, трупна постать, що … відпочивала, курячи люльку». У своєму діалозі з Корвіном Роджер стверджує, що він «… пише філософський роман із вкрапленнями горору та хворобливості». Це може бути тонкий опис всієї серії «Хроніки Амбера».
Опинившись у своїй колишній камері, Корвін використовує малюнок Дворкіна на стіні, щоб спроєктувати себе в покої божевільного чаклуна. Дворкін помилково припускає, що Корвін є Обероном. Під час розмови Корвін розуміє, що Дворкін батько Оберона (а його мати була Єдинорогом) і що це він створив Лабіринт, використовуючи Судний камінь, який подарував йому Єдиноріг після втечі з Хаосу. Потім Дворкін описує, як можна було б виправити пошкодження: потрібно знищити Лабіринт і створити новий, але тоді зникне Амбер з усіма Тінями.
Дворкін проводить Корвіна до Первинного Лабіринту, повз фіолетового грифона Віксера. Дворкін усвідомлює, що з ним весь цей час був Корвін і пояснює, що є спосіб виправити Лабіринт, використовуючи Судний камінь, хоча це буде куди складніше і, можливо, закінчиться фатально для людини, яка це зробить. Дворкін втрачає контроль і обертається на звіра, Корвін встигає втекти, скопивши колоду Козирів.
Корвін опиняється в Дворах Хаосу, великому замку, що виглядає над Безоднею, під напівфарбовим смугастим, напівчорним закрученим небом. Корвін згадує, як його в дитинстві привів сюди Оберон. Дивний, блідий вершник нападає на Корвіна, але зазнає поразки. Знайомий на вигляд чоловік підходить з арбалетом, але, впізнавши Корвіна за лезом, відпускає його.
Корвін зв'язується з Джерардом через Козир і дізнається, що через різницю в часі між Амбером і Хаосом його не було вже вісім днів. Корвін показує пробитого козиря Мартіна Бранду, який визнає, що поранив Мартіна через козир, щоб пошкодити Лабіринт. Це була частина його плану по захопленню влади в Амбері. Він намагається переконати Корвіна використати Козирі для вбивства Блейза та Фіони, оскільки певен, що вони планують напад. Бранд просить також Судний Камінь, який може допомогти стримати їх, але Корвін не певен, що варто довіряти братові.
Корвін відвідує Ґанелона та Бенедикта, який почав носити металеву руку з Тір-на Ногт. Корвін віддає Бенедикту Козир Дворкіна, який перенісйого до Хаосу.
Джерард прибуває через Козиря. Бранд зник безвісти, а його кімната вся в крові. Джерард переконаний, що Корвін добив Бранда і зав'язує бійку. Ґанелон блокує удар Джерарда і кількома ударами збиває його з ніг, даючи Корвіну час втекти.

### Пошуки Судного Каменя
Корвін тікає в ліс Арден, сподіваючись повернутись на Землю та повернути Судний Камінь. На нього нападає мантикора, але Джуліан встигає вбити її. Джуліан пояснює, що тріумвірат Ерік-Джуліан-Каїн виник лише для того, щоб протистояти намірам Бранда та Блейза захопити трон. Коли Корвін прибув з Блейзом, вони припустили, що він приєднався до них, але коли (після захоплення) вони зрозуміли, що він хоче лише престолу і не знає про плани своїх союзників, саме Джуліан запропонував засліпити його як альтернативу вбивству. Джуліан розповідає Корвіну, як Бранд придбав дивні сили, зокрема став «живим Козирем», отримавши здатність телепортувати себе чи інші предмети через Тіні.
Корвін вирушає на Землю, обмірковуючи слова Джуліана. Він приїжджає до свого колишнього житла, проте купа компосту, в якому він сховав Судний Камінь, зникла. За допомогою Білла Рота він знаходить її, але дізнається, що її шукає також рудоволосий художник.
Корвін негайно зв'язується з Джереардом і просить виставити охоронців біля Лабіринтів Амбера і Ремби, сподіваючись перешкодити Бранду використати їх, щоб налаштувати Судний Камінь. Фіона зв'язується з Корвіном через Козир і проєктує себе на Землю. Потім вона веде Корвіна до первинного Лабіринту, проходячи короткий шлях через зоряний тунель. Вона пояснює, що вони з Блезом ув'язнили Бранда, бо він вирішив знищити Лабіринт і створити власний світ. Вони тримали його живим, бо вважали, що він може допомогти у відшкодуванні збитків. Вона також пояснює, що Бранд намагався вбити Корвіна на Землі, бо бачив у Тір-на-Ногті бачення, що саме Корвін переможе його. Фіона підтверджує, що Блейз пережив падіння зі скелі.
Прибувши до первинного Лабіринту, вони бачать, що Бранд вже почав проходити його. Корвін вирушає за ним, сподіваючись вбити Бранда, але розуміє, що ще одне вбивство ще більше пошкодить Лабіринт. Натомість він наближається досить близько, щоб попросити Судний Камінь викликати торнадо, яке, здається, знищує Бранда, як це сталося з конем Рендома. Однак Фіона запевняє Корвіна, що Бранд вижив.

### Протистояння на Тір-на-Ноґта
Залишивши Фіону охороняти Лабіринт, Корвін вирушає до своєї могили, щоб зустріти там Рендома та Мартіна, які щойно прибули. Мартін розповідає Корвіну, як на нього напав Бранд і як він зустрів Дару в тіні. Ґанелон зв'язується з Корвіном, щоб попередити: Тір-на-Ноґта з'явиться сьогодні ввечері разом із його версією Лабіринту. Вирішивши, що Бранд спробує налаштувати Судний Камінь там, Ґанелон просить Бенедикта пройтися Лабіринтом в Амбері і телепортуватися в Тір-на-Ноґта, коли він з'явиться, а Корвін тим часом підтримуватиме постійний контакт з Бенедиктом через Козир, щоб телепортувати його, коли щось піде не за планом.
Корвін їде на вершину Колвіру і зв'язується з Бенедиктом через Козир. З'являється Тір-на-Ноґта, і Бенедикт там телепортується. Незабаром з'являється Бранд і намагається переконати Бенедикта дозволити йому заново створити Лабіринт. Бенедикт відмовляється і Бранд, частково налаштувавши Судний Камінь, використовує його, щоб заморозити Бенедикта на місці. Ні Корвін, ні Бенедикт тепер не можуть завадити Бранду пройтись по Лабіринті і повністю налаштуватися на Судний Камінь, але механічна рука Бенедикта починає рухається сама собою. Вона хапає Камінь починає душити Бранда ланцюгом. Бранд встигає телепортуватись.
Корвін і Бенедикт сходяться на думці, що присутність руки в потрібний час і в потрібному місці є малоймовірним збігом обставин і що, найімовірніше, це була зброя, керована Обероном. Разом вони намагаються через Козир Оберона встановити з ним контак. Їм відповідає усміхнений Ґанелон.

## Переклади українською
- Желязни, Роджер (2016). Хроніки Амбера у 10 кн. Кн. 4: Рука Оберона. Переклад з англ.: Анатолій Пітик та Катерина Грицайчук. Тернопіль: НК-Богдан. 240 стор. ISBN 978-966-10-4650-3. (Серія «Горизонти фантастики»)[1]